# Аніта Альварес (синхронна плавчиня)
Аніта Альварес (англ. Anita Alvarez, 2 грудня 1996) — американська синхроністка.
Представляла Сполучені Штати на літніх Олімпійських іграх 2016 року у Ріо-де-Жанейро та 2020 року у Токіо.
Призерка Панамериканських ігор 2019 року.
Під час чемпіонату світу з водних видів спорту 2022 року в Будапешті вона знепритомніла в басейні в кінці своєї дистанції. Аніту Альварес врятувала її тренерка, колишня синхроністка з Іспанії Андреа Фуентес, яка пірнула у воду та витягла її з дна басейну на поверхню.